# ReC
ReC – ósmy album studyjny zespołu Proletaryat wydany 27 lutego 2006 roku. przez wytwórnię My Music.
18 grudnia 2006 wydano zmienioną wersję albumu pt. Recycling. Wydanie posiada nową okładkę oraz 4 dodatkowe utwory.

## Lista utworów albumu ReC
1. „Wiedziałem – mam” – 4:50
2. „Pragniemy” – 4:29
3. „Modlitwa” – 5:45
4. „W czyim imieniu” – 3:45
5. „Pełni wiary” – 3:44
6. „Dziewięć kul” – 3:06
7. „Jak ogień i lód” – 5:42
8. „Być czy nie być” – 4:02
9. „Eutanazja” – 2:30
10. „S.K.A.” – 4:33

### Lista utworów albumu Recycling
Źródło
1. „Wiedziałem – mam” –
2. „Pragniemy” –
3. „Modlitwa” –
4. „W czyim imieniu”
5. „Pełni wiary”
6. „Dziewięć kul”
7. „Jak ogień i lód”
8. „Być czy być”
9. „Eutanazja”
10. „Oni tak samo jak my”
11. „Na elity”
12. „To świat nie mój”
13. „Mam w dupie”
14. „S.K.A.”

## Twórcy
- Tomasz „Oley” Olejnik – śpiew
- Dariusz „Kacper” Kacprzak – gitara basowa
- Robert „Mały” Hajduk – perkusja
- Jarosław „Siemion” Siemienowicz – gitary
- Adam Celiński (Studio Radioaktywni) – instrumenty klawiszowe oraz inne technologie
- DJ Heam – skrecze

## Pozycje na listach
| Lista | Kraj   | Pozycja |
| ----- | ------ | ------- |
| OLiS  | Polska | 31      |